# Aphrodita obtecta
Aphrodita obtecta är en ringmaskart som beskrevs av Ehlers 1887. Aphrodita obtecta ingår i släktet Aphrodita och familjen Aphroditidae. Inga underarter finns listade i Catalogue of Life.